# Ротонда видатних діячів
19°24′24″ пн. ш. 99°12′16″ зх. д. / 19.406667° пн. ш. 99.204444° зх. д.
Ротонда видатних діячів (ісп. Rotonda de las Personas Ilustres; раніше — Ротонда прославлених мужів) — ділянка на території Цивільного пантеону жалоби в Мехіко. Тут покоїться прах знаменитих військових, вчених, видатних діячів культури Мексики. Спочатку називалася «Ротондою прославлених мужів», оскільки передбачалося, що тут будуть ховати лише «прославлених чоловіків». Однак 2003 року указом Вінсенте Фокса Кесади назву змінено на нинішню. Першим на території Ротонди 1876 року поховано Педро Літечіпію, військовослужбовця, який загинув, борючись проти Другої Мексиканської імперії.

## Поховані знаменитості
- Маріано Асуела (1873—1952)
- Франсіско Гонсалес Боканегра (1824—1861)
- Хайме Нуно (1824—1908)
- Мануель Гонсалес (1833—1893)
- Енріке Гонсалес Мартінес (1871—1952)
- Доктор Атль (1875—1964)
- Хосе Марія Іглесіас (1823—1891)
- Марія Іск'єрдо (1902—1955)
- Антоніо Касо (1883—1946)
- Росаріо Кастельянос (1926—1974)
- Агустін Лара (1900—1970)
- Себастьян Лердо де Техада (1827—1889)
- Рамон Лопес Веларде (1888—1921)
- Хуан О'Горман (1905—1982)
- Мельчор Окампо (1814—1861)
- Хосе Клементе Ороско (1883—1949)
- Вісенте Ріва Паласіо (1832—1896)
- Карлос Пельїсер (1897—1977)
- Сільвестре Ревуельтас (1899—1940)
- Альфонсо Реєс (1889—1959)
- Дієго Рівера (1886—1957)
- Долорес дель Ріо (1905—1983)
- Давид Альфаро Сікейрос (1896—1974)
- Хосе Марія Піно Суарес (1869—1913)
- Хосе Хуан Таблада (1871—1945)
- Хайме Торрес Бодет (1903—1974)
- Карлос Чавес (1899—1978)